# Mistrzostwa Europy w Koszykówce Mężczyzn 2013
Mistrzostwa Europy w Koszykówce Mężczyzn 2013 (oficjalna nazwa z ang. EuroBasket 2013) – 38. finały mistrzostw Europy w koszykówce mężczyzn, które odbywały się w 2013 roku w czterech słoweńskich miastach. W mistrzostwach brały udział reprezentacje 24 krajów.

## Format rozgrywek
24 drużyny zakwalifikowane do turnieju zostały podzielone na 4 grupy po 6 zespołów. Do następnej rundy przeszły trzy najlepsze zespoły z każdej z grup wraz z zaliczeniem wyników spotkań z poprzedniej rundy z tymi zespołami, które przeszły do następnej fazy rozgrywek z ich grupy. Następna runda to podział na 2 grupy po 6 zespołów. Z tych grup wyszły po 4 najlepsze drużyny i utworzyły pary ćwierćfinałowe według schematu: 1. drużyna z grupy X zmierzy się z 4. drużyną z grupy Y, 2. drużyna z grupy X z 3. drużyną z grupy Y, 1. drużyna z grupy Y z 4. drużyną z grupy X, 2. drużyna z grupy Y z 3. drużyną z grupy X. Od tego momentu rywalizacja odbywała się w systemie pucharowym. Drużyny, które przegrały swoje pojedynki ćwierćfinałowe, rywalizowały o miejsca 5-8, natomiast zwycięzcy stanęli do bezpośrednich pojedynków półfinałowych i finałowych, gdzie toczyła się walka o medale. EuroBasket 2013 to także kwalifikacje do Mistrzostw Świata. Zespoły z miejsc 1-6 zapewniły sobie awans do MŚ 2014, których gospodarzem będzie Hiszpania. Jako że reprezentacji Hiszpanii została sklasyfikowana w strefie miejsc 1-6, awans uzyskała również siódma drużyna mistrzostw.

## Areny mistrzostw
| Miasto   | Nazwa              | Pojemność | Status                    |
| -------- | ------------------ | --------- | ------------------------- |
| Lublana  | Arena Stožice      | 12 500    | Otwarta w 2010            |
| Jesenice | Dvorana Podmežakla | 5 500     | Po renowacji od 2013 roku |
| Koper    | Dvorana Bonifika   | 5 000     | Po renowacji od 2013 roku |
| Lublana  | Hala Tivoli        | 5 500     | Otwarta w 1965            |
| Celje    | Dvorana Zlatorog   | 5 500     | Otwarta w 2003            |

## Kwalifikacje

### Zakwalifikowane zespoły
| Reprezentacja        | Sposób kwalifikacji                                                                                       | Data kwalifikacji                           |
| -------------------- | --- | ------------------------------------------- |
| Słowenia             | gospodarz                                                                                                 | 5 grudnia 2010                              |
| Francja              | uczestnik Igrzysk Olimpijskich 2012 lub Światowego Turnieju Kwalifikacyjnego do Igrzysk Olimpijskich 2012 | 28 lipca - 12 sierpnia 2012; 2-8 lipca 2012 |
| Grecja               | uczestnik Igrzysk Olimpijskich 2012 lub Światowego Turnieju Kwalifikacyjnego do Igrzysk Olimpijskich 2012 | 28 lipca - 12 sierpnia 2012; 2-8 lipca 2012 |
| Hiszpania            | uczestnik Igrzysk Olimpijskich 2012 lub Światowego Turnieju Kwalifikacyjnego do Igrzysk Olimpijskich 2012 | 28 lipca - 12 sierpnia 2012; 2-8 lipca 2012 |
| Litwa                | uczestnik Igrzysk Olimpijskich 2012 lub Światowego Turnieju Kwalifikacyjnego do Igrzysk Olimpijskich 2012 | 28 lipca - 12 sierpnia 2012; 2-8 lipca 2012 |
| Macedonia Północna   | uczestnik Igrzysk Olimpijskich 2012 lub Światowego Turnieju Kwalifikacyjnego do Igrzysk Olimpijskich 2012 | 28 lipca - 12 sierpnia 2012; 2-8 lipca 2012 |
| Rosja                | uczestnik Igrzysk Olimpijskich 2012 lub Światowego Turnieju Kwalifikacyjnego do Igrzysk Olimpijskich 2012 | 28 lipca - 12 sierpnia 2012; 2-8 lipca 2012 |
| Wielka Brytania      | uczestnik Igrzysk Olimpijskich 2012 lub Światowego Turnieju Kwalifikacyjnego do Igrzysk Olimpijskich 2012 | 28 lipca - 12 sierpnia 2012; 2-8 lipca 2012 |
| Czarnogóra           | 1. miejsce w eliminacyjnej grupie A                                                                       | 14 sierpnia - 11 września 2012              |
| Izrael               | 2. miejsce w eliminacyjnej grupie A                                                                       | 14 sierpnia - 11 września 2012              |
| Niemcy               | 1. miejsce w eliminacyjnej grupie B                                                                       | 14 sierpnia - 11 września 2012              |
| Szwecja              | 2. miejsce w eliminacyjnej grupie B                                                                       | 14 sierpnia - 11 września 2012              |
| Chorwacja            | 1. miejsce w eliminacyjnej grupie C                                                                       | 14 sierpnia - 11 września 2012              |
| Ukraina              | 2. miejsce w eliminacyjnej grupie C                                                                       | 14 sierpnia - 11 września 2012              |
| Bośnia i Hercegowina | 1. miejsce w eliminacyjnej grupie D                                                                       | 14 sierpnia - 11 września 2012              |
| Gruzja               | 2. miejsce w eliminacyjnej grupie D                                                                       | 14 sierpnia - 11 września 2012              |
| Polska               | 1. miejsce w eliminacyjnej grupie E                                                                       | 14 sierpnia - 11 września 2012              |
| Finlandia            | 2. miejsce w eliminacyjnej grupie E                                                                       | 14 sierpnia - 11 września 2012              |
| Włochy               | 1. miejsce w eliminacyjnej grupie F                                                                       | 14 sierpnia - 11 września 2012              |
| Turcja               | 2. miejsce w eliminacyjnej grupie F                                                                       | 14 sierpnia - 11 września 2012              |
| Belgia               | 1. miejsce w zespołach sklasyfikowanych na trzecich miejscach w swoich grupach (eliminacyjna grupa E)     | 14 sierpnia - 11 września 2012              |
| Łotwa                | 2. miejsce w zespołach sklasyfikowanych na trzecich miejscach w swoich grupach (eliminacyjna grupa D)     | 14 sierpnia - 11 września 2012              |
| Czechy               | 3. miejsce w zespołach sklasyfikowanych na trzecich miejscach w swoich grupach (eliminacyjna grupa F)     | 14 sierpnia - 11 września 2012              |
| Serbia               | 4. miejsce w zespołach sklasyfikowanych na trzecich miejscach w swoich grupach (eliminacyjna grupa A)     | 14 sierpnia - 11 września 2012              |

## Losowanie
Losowanie miało miejsce 18 listopada 2012 roku. Było to pierwsze losowanie w historii Mistrzostw Europy, które miało miejsce pod ziemią, a konkretniej w sali koncertowej jaskini Postojna. Przed losowaniem drużyny zostały rozstawione w następujących koszykach:
| Koszyk 1                                           | Koszyk 2                                      | Koszyk 3                                   | Koszyk 4                                              | Koszyk 5                           | Koszyk 6                             |
| -------------------------------------------------- | --------------------------------------------- | ------------------------------------------ | ----------------------------------------------------- | ---------------------------------- | ------------------------------------ |
| - Hiszpania - Francja - Rosja - Macedonia Północna | - Litwa - Grecja - Słowenia - Wielka Brytania | - Włochy - Chorwacja - Niemcy - Czarnogóra | - Finlandia - Polska - Ukraina - Bośnia i Hercegowina | - Gruzja - Belgia - Łotwa - Turcja | - Czechy - Serbia - Izrael - Szwecja |

Rozlosowano następujące grupy:
| Grupa A                                                          | Grupa B                                                                           | Grupa C                                                       | Grupa D                                                  |
| ---------------------------------------------------------------- | --------------------------------------------------------------------------------- | ------------------------------------------------------------- | -------------------------------------------------------- |
| - Ukraina - Wielka Brytania - Francja - Niemcy - Izrael - Belgia | - Bośnia i Hercegowina - Litwa - Macedonia Północna - Czarnogóra - Serbia - Łotwa | - Polska - Słowenia - Hiszpania - Chorwacja - Czechy - Gruzja | - Finlandia - Grecja - Rosja - Włochy - Szwecja - Turcja |

## Pierwsza faza grupowa
Godziny rozpoczęcia meczów podano zgodnie ze środkowoeuropejską letnią strefą czasową (UTC +2)

### Grupa A -Lublana

#### Tabela
| Poz. | Reprezentacja   | Pkt | Mecze | Mecze | Mecze | Punkty | Punkty | Punkty | Bilans bezpośrednich meczów |
| Poz. | Reprezentacja   | Pkt | M     | Z     | P     | zdob.  | str.   | bilans | Bilans bezpośrednich meczów |
| ---- | --------------- | --- | ----- | ----- | ----- | ------ | ------ | ------ | --------------------------- |
| 1    | Francja         | 9   | 5     | 4     | 1     | 403    | 344    | +59    | 1-0                         |
| 2    | Ukraina         | 9   | 5     | 4     | 1     | 378    | 352    | +25    | 0-1                         |
| 3    | Belgia          | 7   | 5     | 2     | 3     | 344    | 371    | -27    | 2-0                         |
| 4    | Wielka Brytania | 7   | 5     | 2     | 3     | 360    | 396    | -36    | 1-1                         |
| 5    | Niemcy          | 7   | 5     | 2     | 3     | 390    | 396    | -6     | 0-2                         |
| 6    | Izrael          | 6   | 5     | 1     | 3     | 364    | 380    | -16    | -                           |

#### Wyniki
| 4 września 201314:30 | Izrael                                                     | 71:75 (pd.)(17:22, 13:12, 22:13, 14:19, dogr. 5:9) | Wielka Brytania                                              | Hala Tivoli, Lublana Widzów: 750 Sędzia: Sreten Radovic ( CRO), Marek Ćmikiewicz ( POL), David Berekashvili ( GEO) |
| 4 września 201314:30 | Pkt:Afik Nissim 17 Zb:Li’or Elijjahu 14 As:Jogew Ochajon 7 | 71:75 (pd.)(17:22, 13:12, 22:13, 14:19, dogr. 5:9) | Pkt:Kyle Johnson 22 Zb:Kieron Achara 13 As:Andrew Sullivan 2 | Hala Tivoli, Lublana Widzów: 750 Sędzia: Sreten Radovic ( CRO), Marek Ćmikiewicz ( POL), David Berekashvili ( GEO) |

| 4 września 201317:45 | Belgia                                                         | 57:58(12:11, 24:15, 12:14, 9:18) | Ukraina                                                      | Hala Tivoli, Lublana Widzów: 740 Sędzia: Christos Christodoulou ( GRE), Vicente Bulto ( ESP), Siergiej Krug ( RUS) |
| 4 września 201317:45 | Pkt:Christophe Beghin 14 Zb:Axel Hervelle 9 As:Jonathan Tabu 4 | 57:58(12:11, 24:15, 12:14, 9:18) | Pkt:Ihor Zajcew 16 Zb:Serhij Hładyr 7 As:Ołeksandr Miszula 4 | Hala Tivoli, Lublana Widzów: 740 Sędzia: Christos Christodoulou ( GRE), Vicente Bulto ( ESP), Siergiej Krug ( RUS) |

| 4 września 201321:00 | Francja                                                              | 74:80(14:27, 25:16, 17:14, 18:23) | Niemcy                                                       | Hala Tivoli, Lublana Widzów: 2400 Sędzia: Luigi Lamonica ( ITA), Damir Javor ( SLO), Rüstü Nuran ( TUR) |
| 4 września 201321:00 | Pkt:Tony Parker 18 Zb:Nicolas Batum 5 As:Boris Diaw, Nicolas Batum 5 | 74:80(14:27, 25:16, 17:14, 18:23) | Pkt:Robin Benzing 19 Zb:Tibor Pleiss 7 As:Heiko Schaffartzik | Hala Tivoli, Lublana Widzów: 2400 Sędzia: Luigi Lamonica ( ITA), Damir Javor ( SLO), Rüstü Nuran ( TUR) |

| 5 września 201314:30 | Ukraina                                                             | 74:67(19:13, 16:13, 18:20, 21:21) | Izrael                                                     | Hala Tivoli, Lublana Widzów: 790 Sędzia: Christos Christodoulou ( GRE), Damir Javor ( SLO), David Berekashvili ( GEO) |
| 5 września 201314:30 | Pkt:Serhij Hładyr 17 Zb:Wjaczesław Krawcow 8 As:Ołeksandr Miszula 5 | 74:67(19:13, 16:13, 18:20, 21:21) | Pkt:Afik Nissim 12 Zb:Li’or Elijjahu 5 As:Jotam Halperin 4 | Hala Tivoli, Lublana Widzów: 790 Sędzia: Christos Christodoulou ( GRE), Damir Javor ( SLO), David Berekashvili ( GEO) |

| 5 września 201317:45 | Niemcy                                                         | 73:77 (pd.)(16:14, 10:21, 15:13, 22:15, dogr. 10:14) | Belgia                                                                   | Hala Tivoli, Lublana Widzów: 1460 Sędzia: Sreten Radovic ( CRO), Vicente Bulto ( ESP), Rüstü Nuran ( TUR) |
| 5 września 201317:45 | Pkt:Robin Benzing 24 Zb:Tibor Pleiss 9 As:Heiko Schaffartzik 7 | 73:77 (pd.)(16:14, 10:21, 15:13, 22:15, dogr. 10:14) | Pkt:Sacha Massot, Jonathan Tabu 15 Zb:Axel Hervelle 9 As:Jonathan Tabu 5 | Hala Tivoli, Lublana Widzów: 1460 Sędzia: Sreten Radovic ( CRO), Vicente Bulto ( ESP), Rüstü Nuran ( TUR) |

| 5 września 201321:00 | Wielka Brytania                                              | 65:88(14:26, 23:19, 11:26, 17:17) | Francja                                                   | Hala Tivoli, Lublana Widzów: 1200 Sędzia: Luigi Lamonica ( ITA), Petri Mäntylä ( FIN), Siergiej Krug ( RUS) |
| 5 września 201321:00 | Pkt:Daniel Clark 16 Zb:Myles Hesson 7 As:Devon Van Oostrum 3 | 65:88(14:26, 23:19, 11:26, 17:17) | Pkt:Nicolas Batum 17 Zb:Alexis Ajinça 11 As:Tony Parker 5 | Hala Tivoli, Lublana Widzów: 1200 Sędzia: Luigi Lamonica ( ITA), Petri Mäntylä ( FIN), Siergiej Krug ( RUS) |

| 6 września 201314:30 | Niemcy                                                                | 83:88(16:15, 14:24, 27:25, 26:24) | Ukraina                                                 | Hala Tivoli, Lublana Widzów: 1580 Sędzia: Sreten Radovic ( CRO), Petri Mäntylä ( FIN), David Berekashvili ( GEO) |
| 6 września 201314:30 | Pkt:Heiko Schaffartzik 23 Zb:Tibor Pleiss 11 As:Heiko Schaffartzik 11 | 83:88(16:15, 14:24, 27:25, 26:24) | Pkt:Serhij Hładyr 25 Zb:Ihor Zajcew 7 As:Eugene Jeter 6 | Hala Tivoli, Lublana Widzów: 1580 Sędzia: Sreten Radovic ( CRO), Petri Mäntylä ( FIN), David Berekashvili ( GEO) |

| 6 września 201317:45 | Belgia                                                      | 76:71(23:19, 10:19, 22:17, 21:16) | Wielka Brytania                                               | Hala Tivoli, Lublana Widzów: 1300 Sędzia: Luigi Lamonica ( ITA), Damir Javor ( SLO), Siergiej Krug ( RUS) |
| 6 września 201317:45 | Pkt:Sacha Massot 15 Zb:Axel Hervelle 10 As:Sam Van Rossom 5 | 76:71(23:19, 10:19, 22:17, 21:16) | Pkt:Daniel Clark 19 Zb:Daniel Clark 9 As:Daniel Van Oostrum 2 | Hala Tivoli, Lublana Widzów: 1300 Sędzia: Luigi Lamonica ( ITA), Damir Javor ( SLO), Siergiej Krug ( RUS) |

| 6 września 201321:00 | Francja                                                  | 82:63(20:14, 18:15, 27:14, 17:20) | Izrael                                                                    | Hala Tivoli, Lublana Widzów: 1990 Sędzia: Christos Christodoulou ( GRE), Vicente Bulto ( ESP), Marek Ćmikiewicz ( POL) |
| 6 września 201321:00 | Pkt:Alexis Ajinça 13 Zb:Alexis Ajinça 6 As:Tony Parker 7 | 82:63(20:14, 18:15, 27:14, 17:20) | Pkt:Omri Casspi, Li’or Elijjahu 14 Zb:Li’or Elijjahu 5 As:Jogew Ochajon 4 | Hala Tivoli, Lublana Widzów: 1990 Sędzia: Christos Christodoulou ( GRE), Vicente Bulto ( ESP), Marek Ćmikiewicz ( POL) |

| 8 września 201314:30 | Wielka Brytania                                               | 81:74(16:23, 26:15, 17:18, 22:18) | Niemcy                                                   | Hala Tivoli, Lublana Widzów: 1620 Sędzia: Christos Christodoulou ( GRE), Petri Mäntylä ( FIN), Marek Ćmikiewicz ( POL) |
| 8 września 201314:30 | Pkt:Andrew Lawrence 23 Zb:Myles Hesson 11 As:4 zawodników z 2 | 81:74(16:23, 26:15, 17:18, 22:18) | Pkt:Tibor Pleiss 20 Zb:Tibor Pleiss 14 As:Tibor Pleiss 3 | Hala Tivoli, Lublana Widzów: 1620 Sędzia: Christos Christodoulou ( GRE), Petri Mäntylä ( FIN), Marek Ćmikiewicz ( POL) |

| 8 września 201317:45 | Ukraina                                                      | 71:77(16:14, 20:21, 15:16, 20:26) | Francja                                                                | Hala Tivoli, Lublana Widzów: 2200 Sędzia: Luigi Lamonica ( ITA), Vicente Bulto ( ESP), Siergiej Krug ( RUS) |
| 8 września 201317:45 | Pkt:Eugene Jeter 20 Zb:Kyrył Natjażko 10 As:3 zawodników z 2 | 71:77(16:14, 20:21, 15:16, 20:26) | Pkt:Tony Parker 28 Zb:Alexis Ajinça 11 As:Nicolas Batum, Tony Parker 2 | Hala Tivoli, Lublana Widzów: 2200 Sędzia: Luigi Lamonica ( ITA), Vicente Bulto ( ESP), Siergiej Krug ( RUS) |

| 8 września 201321:00 | Izrael                                                    | 87:69(19:15, 22:18, 32:13, 14:23) | Belgia                                                         | Hala Tivoli, Lublana Widzów: 1010 Sędzia: Sreten Radovic ( CRO), Damir Javor ( SLO), Rüstü Nuran ( TUR) |
| 8 września 201321:00 | Pkt:Afik Nissim 23 Zb:Jogew Ochajon 7 As:Li’or Elijjahu 6 | 87:69(19:15, 22:18, 32:13, 14:23) | Pkt:Maxime De Zeeuw 14 Zb:Axel Hervelle 7 As:Sam Van Rossomm 5 | Hala Tivoli, Lublana Widzów: 1010 Sędzia: Sreten Radovic ( CRO), Damir Javor ( SLO), Rüstü Nuran ( TUR) |

| 9 września 201314:30 | Wielka Brytania                                                                 | 68:87(18:21, 13:27, 20:22, 17:17) | Ukraina                                                                                | Hala Tivoli, Lublana Widzów: 1780 Sędzia: Christos Christodoulou ( GRE), Damir Javor ( SLO), Rüstü Nuran ( TUR) |
| 9 września 201314:30 | Pkt:Kieron Achara, Devon Van Oostrum 12 Zb:Daniel Clark 6 As:Devon Van Oostrumm | 68:87(18:21, 13:27, 20:22, 17:17) | Pkt:Kyrył Natjażko, Ihor Zajcew 11 Zb:Serhij Hładyr 7 As:Serhij Hładyr, Eugene Jeter 4 | Hala Tivoli, Lublana Widzów: 1780 Sędzia: Christos Christodoulou ( GRE), Damir Javor ( SLO), Rüstü Nuran ( TUR) |

| 9 września 201317:45 | Niemcy                                                                       | 80:76(12:20, 19:10, 22:19, 27:27) | Izrael                                                                  | Hala Tivoli, Lublana Widzów: 2940 Sędzia: Luigi Lamonica ( ITA), Vicente Bulto ( ESP), Petri Mäntylä ( FIN) |
| 9 września 201317:45 | Pkt:Lucca Staiger, Per Günther 15 Zb:Tibor Pleiss 14 As:Heiko Schaffartzik 4 | 80:76(12:20, 19:10, 22:19, 27:27) | Pkt:Omri Casspi 22 Zb:Omri Casspi 13 As:Jotam Halperin, Jogew Ochajon 4 | Hala Tivoli, Lublana Widzów: 2940 Sędzia: Luigi Lamonica ( ITA), Vicente Bulto ( ESP), Petri Mäntylä ( FIN) |

| 9 września 201321:00 | Belgia                                                   | 65:82(30:19, 16:15, 9:32, 10:16) | Francja                                                | Hala Tivoli, Lublana Widzów: 1500 Sędzia: Sreten Radovic ( CRO), Marek Ćmikiewicz ( POL), David Berekashvili ( GEO) |
| 9 września 201321:00 | Pkt:Axel Hervelle 13 Zb:Sam Van Rossom 8 As:Wen Mukubu 4 | 65:82(30:19, 16:15, 9:32, 10:16) | Pkt:Tony Parker 20 Zb:Alexis Ajinça 7 As:Tony Parker 6 | Hala Tivoli, Lublana Widzów: 1500 Sędzia: Sreten Radovic ( CRO), Marek Ćmikiewicz ( POL), David Berekashvili ( GEO) |

### Grupa B -Jesenice

#### Tabela
| Poz. | Reprezentacja        | Pkt | Mecze | Mecze | Mecze | Punkty | Punkty | Punkty | Bilans bezpośrednich meczów |
| Poz. | Reprezentacja        | Pkt | M     | Z     | P     | zdob.  | str.   | bilans | Bilans bezpośrednich meczów |
| ---- | -------------------- | --- | ----- | ----- | ----- | ------ | ------ | ------ | --------------------------- |
| 1    | Serbia               | 8   | 5     | 3     | 2     | 371    | 366    | +5     | 3-0                         |
| 2    | Łotwa                | 8   | 5     | 3     | 2     | 365    | 360    | +5     | 1-2, 1-1 (1,021)            |
| 3    | Litwa                | 8   | 5     | 3     | 2     | 347    | 337    | +10    | 1-2, 1-1 (1,015)            |
| 4    | Bośnia i Hercegowina | 8   | 5     | 3     | 2     | 358    | 359    | -1     | 1-2, 1-1 (0,968)            |
| 5    | Czarnogóra           | 7   | 5     | 2     | 3     | 376    | 382    | -6     | -                           |
| 6    | Macedonia Północna   | 6   | 5     | 1     | 4     | 356    | 369    | -13    | -                           |

#### Wyniki
| 4 września 201314:30 | Łotwa                                                           | 86:75(20:20, 23:13, 19:24, 24:18) | Bośnia i Hercegowina                                                          | Dvorana Podmežakla, Jesenice Widzów: 1620 Sędzia: Elias Koromilas ( GRE), Robert Vyklicky ( CZE), Apostolos Kalpakas ( SWE) |
| 4 września 201314:30 | Pkt:Rolands Freimanis 24 Zb:Jānis Blūms 6 As:Jānis Strēlnieks 9 | 86:75(20:20, 23:13, 19:24, 24:18) | Pkt:Nihad Đedović 19 Zb:Zackary Wright, Mirza Teletović 8 As:Zackary Wright 2 | Dvorana Podmežakla, Jesenice Widzów: 1620 Sędzia: Elias Koromilas ( GRE), Robert Vyklicky ( CZE), Apostolos Kalpakas ( SWE) |

| 4 września 201317:45 | Macedonia Północna                                                          | 80:81(24:25, 22:20, 21:19, 13:17) | Czarnogóra                                                             | Dvorana Podmežakla, Jesenice Widzów: 2362 Sędzia: Guerrino Cerebuch ( ITA), Srdan Dozai ( CRO), Tomasz Trawicki ( POL) |
| 4 września 201317:45 | Pkt:Bo McCalebb 23 Zb:Pero Antiḱ, Predrag Samardżiski 6 As:Włado Iliewski 5 | 80:81(24:25, 22:20, 21:19, 13:17) | Pkt:Tyrese Rice, Suad Šehović 16 Zb:Bojan Dubljević 6 As:Tyrese Rice 5 | Dvorana Podmežakla, Jesenice Widzów: 2362 Sędzia: Guerrino Cerebuch ( ITA), Srdan Dozai ( CRO), Tomasz Trawicki ( POL) |

| 4 września 201321:00 | Serbia                                                                      | 63:56(20:10, 13:17, 18:14, 12:15) | Litwa                                                                  | Dvorana Podmežakla, Jesenice Widzów: 4720 Sędzia: Juan Arteaga ( ESP), Emin Mogulkoc ( TUR), Saso Petek ( SLO) |
| 4 września 201321:00 | Pkt:Nenad Krstić 20 Zb:Nenad Krstić 9 As:Stefan Marković, Nemanja Nedović 3 | 63:56(20:10, 13:17, 18:14, 12:15) | Pkt:Mantas Kalnietis 17 Zb:Dariusz Ławrynowicz 6 As:Mantas Kalnietis 3 | Dvorana Podmežakla, Jesenice Widzów: 4720 Sędzia: Juan Arteaga ( ESP), Emin Mogulkoc ( TUR), Saso Petek ( SLO) |

| 5 września 201314:30 | Czarnogóra                                                             | 72:73(17:17, 20:20, 15:17, 20:19) | Łotwa                                                              | Dvorana Podmežakla, Jesenice Widzów: 1600 Sędzia: Guerrino Cerebuch ( ITA), Apostolos Kalpakas ( SWE), Saso Petek ( SLO) |
| 5 września 201314:30 | Pkt:Tyrese Rice 24 Zb:Blagota Sekulić, Suad Šehović 6 As:Tyrese Rice 5 | 72:73(17:17, 20:20, 15:17, 20:19) | Pkt:Kristaps Janičenoks 15 Zb:Rolands Freimanis 7 As:Jānis Blūms 5 | Dvorana Podmežakla, Jesenice Widzów: 1600 Sędzia: Guerrino Cerebuch ( ITA), Apostolos Kalpakas ( SWE), Saso Petek ( SLO) |

| 5 września 201317:45 | Bośnia i Hercegowina                                       | 67:77(16:28, 15:17, 18:19, 18:13) | Serbia                                                             | Dvorana Podmežakla, Jesenice Widzów: 5100 Sędzia: Srdan Dozai ( CRO), Emin Mogulkoc ( TUR), Anton Machlin ( RUS) |
| 5 września 201317:45 | Pkt:Nihad Đedović 17 Zb:Nihad Đedović 7 As:Nihad Đedović 5 | 67:77(16:28, 15:17, 18:19, 18:13) | Pkt:Stefan Marković 15 Zb:Nemanja Bjelica 11 As:Nemanja Nedović 11 | Dvorana Podmežakla, Jesenice Widzów: 5100 Sędzia: Srdan Dozai ( CRO), Emin Mogulkoc ( TUR), Anton Machlin ( RUS) |

| 5 września 201321:00 | Litwa                                                                | 75:67(20:15, 19:18, 18:17, 18:17) | Macedonia Północna                                        | Dvorana Podmežakla, Jesenice Widzów: 4020 Sędzia: Juan Arteaga ( ESP), Elias Koromilas ( GRE), Robert Vyklicky ( CZE) |
| 5 września 201321:00 | Pkt:Mantas Kalnietis 17 Zb:Jonas Valančiūnas 7 As:Mantas Kalnietis 5 | 75:67(20:15, 19:18, 18:17, 18:17) | Pkt:Włado Iliewski 13 Zb:Pero Antiḱ 8 As:Włado Iliewski 4 | Dvorana Podmežakla, Jesenice Widzów: 4020 Sędzia: Juan Arteaga ( ESP), Elias Koromilas ( GRE), Robert Vyklicky ( CZE) |

| 6 września 201314:30 | Czarnogóra                                                 | 70:76(17:13, 20:21, 22:15, 11:27) | Bośnia i Hercegowina                                          | Dvorana Podmežakla, Jesenice Widzów: 2320 Sędzia: Juan Arteaga ( ESP), Emin Mogulkoc ( TUR), Anton Machlin ( RUS) |
| 6 września 201314:30 | Pkt:Bojan Dubljević 16 Zb:Suad Šehović 14 As:Tyrese Rice 4 | 70:76(17:13, 20:21, 22:15, 11:27) | Pkt:Mirza Teletović 18 Zb:Zackary Wright 9 As:Nihad Đedović 5 | Dvorana Podmežakla, Jesenice Widzów: 2320 Sędzia: Juan Arteaga ( ESP), Emin Mogulkoc ( TUR), Anton Machlin ( RUS) |

| 6 września 201317:45 | Łotwa                                                              | 59:67(17:22, 14:17, 14:13, 14:15) | Litwa                                                                  | Dvorana Podmežakla, Jesenice Widzów: 3000 Sędzia: Srdan Dozai ( CRO), Robert Vyklicky ( CZE), Tomasz Trawicki ( POL) |
| 6 września 201317:45 | Pkt:Rihards Kuksiks 13 Zb:Jānis Strēlnieks 6 As:Jānis Strēlnieks 3 | 59:67(17:22, 14:17, 14:13, 14:15) | Pkt:Jonas Valančiūnas 11 Zb:Jonas Valančiūnas 10 As:Mantas Kalnietis 3 | Dvorana Podmežakla, Jesenice Widzów: 3000 Sędzia: Srdan Dozai ( CRO), Robert Vyklicky ( CZE), Tomasz Trawicki ( POL) |

| 6 września 201321:00 | Macedonia Północna                                  | 89:75(29:17, 19:15, 22:13, 19:30) | Serbia                                                      | Dvorana Podmežakla, Jesenice Widzów: 5500 Sędzia: Guerrino Cerebuch ( ITA), Apostolos Kalpakas ( SWE), Saso Petek ( SLO) |
| 6 września 201321:00 | Pkt:Bo McCalebb 27 Zb:Pero Antiḱ 14 As:Pero Antiḱ 3 | 89:75(29:17, 19:15, 22:13, 19:30) | Pkt:Danilo Anđušić 19 Zb:Nenad Krstić 11 As:Stefan Marković | Dvorana Podmežakla, Jesenice Widzów: 5500 Sędzia: Guerrino Cerebuch ( ITA), Apostolos Kalpakas ( SWE), Saso Petek ( SLO) |

| 8 września 201314:30 | Bośnia i Hercegowina                                           | 62:54(16:15, 13:13, 12:17, 21:9) | Macedonia                                              | Dvorana Podmežakla, Jesenice Widzów: 4700 Sędzia: Guerrino Cerebuch ( ITA), Robert Vyklicky ( CZE), Apostolos Kalpakas ( SWE) |
| 8 września 201314:30 | Pkt:Mirza Teletović 22 Zb:Zackary Wright 12 As:Nihad Đedović 6 | 62:54(16:15, 13:13, 12:17, 21:9) | Pkt:Bo McCalebb 19 Zb:Pero Antiḱ 7 As:Włado Iliewski 5 | Dvorana Podmežakla, Jesenice Widzów: 4700 Sędzia: Guerrino Cerebuch ( ITA), Robert Vyklicky ( CZE), Apostolos Kalpakas ( SWE) |

| 8 września 201317:45 | Serbia                                                        | 80:71(28:15, 10:13, 20:25, 22:18) | Łotwa                                                            | Dvorana Podmežakla, Jesenice Widzów: 3200 Sędzia: Elias Koromilas ( GRE), Emin Mogulkoc ( TUR), Tomasz Trawicki ( POL) |
| 8 września 201317:45 | Pkt:Nenad Krstić 25 Zb:Nikola Kalinić 11 As:Nemanja Nedović 4 | 80:71(28:15, 10:13, 20:25, 22:18) | Pkt:Kristaps Janičenoks 18 Zb:Kaspars Bērziņš 9 As:Jānis Blūms 3 | Dvorana Podmežakla, Jesenice Widzów: 3200 Sędzia: Elias Koromilas ( GRE), Emin Mogulkoc ( TUR), Tomasz Trawicki ( POL) |

| 8 września 201321:00 | Litwa                                                                      | 77:70 (pd.)(19:19, 13:15, 19:13, 12:16, dogr. 14:7) | Czarnogóra                                               | Dvorana Podmežakla, Jesenice Widzów: 3000 Sędzia: Juan Arteaga ( ESP), Srdan Dozai ( CRO), Anton Machlin ( RUS) |
| 8 września 201321:00 | Pkt:Krzysztof Ławrynowicz 24 Zb:Jonas Valančiūnas 10 As:Mantas Kalnietis 7 | 77:70 (pd.)(19:19, 13:15, 19:13, 12:16, dogr. 14:7) | Pkt:Tyrese Rice 19 Zb:Milko Bjelica 7 As:Milko Bjelica 3 | Dvorana Podmežakla, Jesenice Widzów: 3000 Sędzia: Juan Arteaga ( ESP), Srdan Dozai ( CRO), Anton Machlin ( RUS) |

| 9 września 201314:30 | Łotwa | 76:66(27:16, 22:20, 13:16, 14:14) | Macedonia                                             | Dvorana Podmežakla, Jesenice Widzów: 2170 Sędzia: Srdan Dozai ( CRO), Apostolos Kalpakas ( SWE), Emin Mogulkoc ( TUR) |
| 9 września 201314:30 | Pkt:Kristaps Janičenoks, Kaspars Bērziņš 15 Zb:Mārtiņš Meiers, Kaspars Bērziņš 9 As:Kristaps Janičenoks 5 | 76:66(27:16, 22:20, 13:16, 14:14) | Pkt:Pero Antiḱ 16 Zb:Pero Antiḱ 5 As:Włado Iliewski 3 | Dvorana Podmežakla, Jesenice Widzów: 2170 Sędzia: Srdan Dozai ( CRO), Apostolos Kalpakas ( SWE), Emin Mogulkoc ( TUR) |

| 9 września 201317:45 | Litwa                                                        | 72:78(18:18, 12:13, 22:26, 20:21) | Bośnia i Hercegowina                                            | Dvorana Podmežakla, Jesenice Widzów: 3170 Sędzia: Elias Koromilas (GRE), Tomasz Trawicki ( POL), Anton Machlin ( RUS) |
| 9 września 201317:45 | Pkt:Linas Kleiza 20 Zb:Linas Kleiza 10 As:Mantas Kalnietis 6 | 72:78(18:18, 12:13, 22:26, 20:21) | Pkt:Mirza Teletović 31 Zb:Mirza Teletović 7 As:Nemanja Gordić 5 | Dvorana Podmežakla, Jesenice Widzów: 3170 Sędzia: Elias Koromilas (GRE), Tomasz Trawicki ( POL), Anton Machlin ( RUS) |

| 9 września 201321:00 | Czarnogóra                                                 | 83:76(19:25, 15:12, 20:21, 29:18) | Serbia                                                     | Dvorana Podmežakla, Jesenice Widzów: 4200 Sędzia: Juan Arteaga ( ESP), Guerrino Cerebuch ( ITA), Saso Petek ( SLO) |
| 9 września 201321:00 | Pkt:Tyrese Rice 12 Zb:Nikola Vučević 6 As:Aleksa Popović 6 | 83:76(19:25, 15:12, 20:21, 29:18) | Pkt:Rasko Katić 19 Zb:Đorđe Gagić 6 As:Bogdan Bogdanović 4 | Dvorana Podmežakla, Jesenice Widzów: 4200 Sędzia: Juan Arteaga ( ESP), Guerrino Cerebuch ( ITA), Saso Petek ( SLO) |

### Grupa C -Celje

#### Tabela
| Poz. | Reprezentacja | Pkt | Mecze | Mecze | Mecze | Punkty | Punkty | Punkty | Bilans bezpośrednich meczów |
| Poz. | Reprezentacja | Pkt | M     | Z     | P     | zdob.  | str.   | bilans | Bilans bezpośrednich meczów |
| ---- | ------------- | --- | ----- | ----- | ----- | ------ | ------ | ------ | --------------------------- |
| 1    | Hiszpania     | 9   | 5     | 4     | 1     | 369    | 269    | +100   | 1-0                         |
| 2    | Chorwacja     | 9   | 5     | 4     | 1     | 337    | 341    | -4     | 0-1                         |
| 3    | Słowenia      | 8   | 5     | 3     | 2     | 347    | 344    | +3     | -                           |
| 4    | Czechy        | 7   | 5     | 2     | 3     | 316    | 339    | -23    | -                           |
| 5    | Gruzja        | 6   | 5     | 1     | 4     | 366    | 394    | -28    | 1-0                         |
| 6    | Polska        | 6   | 5     | 1     | 4     | 329    | 377    | -48    | 0-1                         |

#### Wyniki
| 4 września 201314:30 | Gruzja                                                              | 84:67(20:14, 19:8, 16:15, 29:30) | Polska                                                       | Dvorana Zlatorog, Celje Widzów: 850 Sędzia: Milivoje Jovcic ( SRB), Fernando Rocha ( POR), Chris Dodds ( GBR) |
| 4 września 201314:30 | Pkt:Viktor Sanikidze 23 Zb:Giorgi Szermadini 9 As:Giorgi Cincadze 7 | 84:67(20:14, 19:8, 16:15, 29:30) | Pkt:Marcin Gortat 12 Zb:Marcin Gortat 8 As:Łukasz Koszarek 7 | Dvorana Zlatorog, Celje Widzów: 850 Sędzia: Milivoje Jovcic ( SRB), Fernando Rocha ( POR), Chris Dodds ( GBR) |

| 4 września 201317:45 | Hiszpania                                               | 68:40(24:9, 9:11, 16:17, 19:3) | Chorwacja                                                                    | Dvorana Zlatorog, Celje Widzów: 3430 Sędzia: Olegs Latisevs ( LAT), Petar Obradovic ( BIH), Gentian Cici ( ALB) |
| 4 września 201317:45 | Pkt:Rudy Fernández 15 Zb:Marc Gasol 11 As:Ricky Rubio 7 | 68:40(24:9, 9:11, 16:17, 19:3) | Pkt:Bojan Bogdanović 12 Zb:Bojan Bogdanović, Roko Ukić 7 As:Dontaye Draper 2 | Dvorana Zlatorog, Celje Widzów: 3430 Sędzia: Olegs Latisevs ( LAT), Petar Obradovic ( BIH), Gentian Cici ( ALB) |

| 4 września 201321:00 | Czechy                                             | 60:62(19:21, 13:15, 14:15, 14:11) | Słowenia                                                             | Dvorana Zlatorog, Celje Widzów: 4650 Sędzia: Borys Ryżyk ( UKR), Omer Esteron ( ISR), Aleksandar Milojevic ( MKD) |
| 4 września 201321:00 | Pkt:Jan Veselý 17 Zb:Jan Veselý 7 As:Jiří Welsch 5 | 60:62(19:21, 13:15, 14:15, 14:11) | Pkt:Jure Balažič 11 Zb:Mirza Begić, Jure Balažič 8 As:Goran Dragić 9 | Dvorana Zlatorog, Celje Widzów: 4650 Sędzia: Borys Ryżyk ( UKR), Omer Esteron ( ISR), Aleksandar Milojevic ( MKD) |

| 5 września 201314:30 | Chorwacja                                                   | 77:76(17:15, 18:19, 15:18, 27:24) | Gruzja                                                             | Dvorana Zlatorog, Celje Widzów: 1000 Sędzia: Borys Ryżyk ( UKR), Olegs Latisevs ( LAT), Aleksandar Milojevic ( MKD) |
| 5 września 201314:30 | Pkt:Donataye Draper 16 Zb:Krunoslav Simon 6 As:Ante Tomić 7 | 77:76(17:15, 18:19, 15:18, 27:24) | Pkt:Giorgi Cincadze 25 Zb:Giorgi Szermadini 9 As:Giorgi Cincadze 5 | Dvorana Zlatorog, Celje Widzów: 1000 Sędzia: Borys Ryżyk ( UKR), Olegs Latisevs ( LAT), Aleksandar Milojevic ( MKD) |

| 5 września 201317:45 | Polska                                                         | 68:69(25:12, 13:22, 11:16, 19:19) | Czechy                                              | Dvorana Zlatorog, Celje Widzów: 1320 Sędzia: Petar Obradovic ( BIH), Gentian Cici ( ALB), Chris Dodds ( GBR) |
| 5 września 201317:45 | Pkt:Michał Ignerski 17 Zb:Marcin Gortat 9 As:Łukasz Koszarek 5 | 68:69(25:12, 13:22, 11:16, 19:19) | Pkt:Jan Veselý 23 Zb:Jan Veselý 14 As:Jiří Welsch 7 | Dvorana Zlatorog, Celje Widzów: 1320 Sędzia: Petar Obradovic ( BIH), Gentian Cici ( ALB), Chris Dodds ( GBR) |

| 5 września 201321:00 | Słowenia                                                | 78:69(9:14, 16:19, 27:18, 26:18) | Hiszpania                                           | Dvorana Zlatorog, Celje Widzów: 5200 Sędzia: Fernando Rocha ( POR), Milivoje Jovcic ( SRB), Jurgis Laurinavicius ( LTU) |
| 5 września 201321:00 | Pkt:Goran Dragić 18 Zb:Goran Dragić 6 As:Goran Dragić 7 | 78:69(9:14, 16:19, 27:18, 26:18) | Pkt:Marc Gasol 17 Zb:Marc Gasol 7 As:Sergio Llull 5 | Dvorana Zlatorog, Celje Widzów: 5200 Sędzia: Fernando Rocha ( POR), Milivoje Jovcic ( SRB), Jurgis Laurinavicius ( LTU) |

| 7 września 201314:30 | Hiszpania                                              | 60:39(18:7, 15:18, 14:12, 13:2) | Czechy                                                               | Dvorana Zlatorog, Celje Widzów: 2150 Sędzia: Borys Ryżyk ( UKR), Fernando Rocha ( POR), Aleksandar Milojevic ( MKD) |
| 7 września 201314:30 | Pkt:Rudy Fernández Zb:Marc Gasol 10 As:José Calderón 4 | 60:39(18:7, 15:18, 14:12, 13:2) | Pkt:Pavel Pumprla, Jan Veselý 7 Zb:Jan Veselý 14 As:3 zawodników z 2 | Dvorana Zlatorog, Celje Widzów: 2150 Sędzia: Borys Ryżyk ( UKR), Fernando Rocha ( POR), Aleksandar Milojevic ( MKD) |

| 7 września 201317:45 | Chorwacja                                                               | 74:70(24:12, 17:20, 21:17, 12:21) | Polska                                                            | Dvorana Zlatorog, Celje Widzów: 3500 Sędzia: Milivoje Jovcic ( SRB), Jurgis Laurinavicius ( LTU), Omer Esteron ( ISR) |
| 7 września 201317:45 | Pkt:Bojan Bogdanović 23 Zb:Ante Tomić 9 As:Roko Ukić, Krunoslav Simon 6 | 74:70(24:12, 17:20, 21:17, 12:21) | Pkt:Michał Ignerski 22 Zb:Michał Ignerski 12 As:Łukasz Koszarek 6 | Dvorana Zlatorog, Celje Widzów: 3500 Sędzia: Milivoje Jovcic ( SRB), Jurgis Laurinavicius ( LTU), Omer Esteron ( ISR) |

| 7 września 201321:00 | Gruzja                                                           | 68:72(19:13, 13:31, 14:10, 22:18) | Słowenia                                                   | Dvorana Zlatorog, Celje Widzów: 4580 Sędzia: Olegs Latisevs ( LAT), Petar Obradovic ( BIH), Chris Dodds ( GBR) |
| 7 września 201321:00 | Pkt:Ricky Hickman 19 Zb:Viktor Sanikidze 13 As:Giorgi Cincadze 6 | 68:72(19:13, 13:31, 14:10, 22:18) | Pkt:Domen Lorbek 18 Zb:Boštjan Nachbar 9 As:Goran Dragić 4 | Dvorana Zlatorog, Celje Widzów: 4580 Sędzia: Olegs Latisevs ( LAT), Petar Obradovic ( BIH), Chris Dodds ( GBR) |

| 8 września 201314:30 | Polska                                                             | 53:89(5:25, 8:24, 17:27, 23:13) | Hiszpania                                                       | Dvorana Zlatorog, Celje Widzów: 2200 Sędzia: Olegs Latisevs ( LAT), Petar Obradovic ( BIH), Chris Dodds ( GBR) |
| 8 września 201314:30 | Pkt:Przemysław Zamojski 11 Zb:3 zawodników z 6 As:3 zawodników z 2 | 53:89(5:25, 8:24, 17:27, 23:13) | Pkt:Marc Gasol, Ricky Rubio 15 Zb:Marc Gasol 6 As:Ricky Rubio 5 | Dvorana Zlatorog, Celje Widzów: 2200 Sędzia: Olegs Latisevs ( LAT), Petar Obradovic ( BIH), Chris Dodds ( GBR) |

| 8 września 201317:45 | Czechy                                                   | 95:79(26:15, 28:20, 21:19, 20:25) | Gruzja                                                                                    | Dvorana Zlatorog, Celje Widzów: 1290 Sędzia: Milivoje Jovcic ( SRB), Jurgis Laurinavicius ( LTU), Gentian Cici ( ALB) |
| 8 września 201317:45 | Pkt:Jan Veselý 27 Zb:Jan Veselý 10 As:Tomáš Satoranský 7 | 95:79(26:15, 28:20, 21:19, 20:25) | Pkt:Manuczar Markoiszwili, Giorgi Cincadze 20 Zb:Giorgi Szermadini 9 As:Giorgi Cincadze 6 | Dvorana Zlatorog, Celje Widzów: 1290 Sędzia: Milivoje Jovcic ( SRB), Jurgis Laurinavicius ( LTU), Gentian Cici ( ALB) |

| 8 września 201321:00 | Słowenia                                                  | 74:76 (pd.)(20:17, 21:18, 16:20, 8:10, dogr. 9:11) | Chorwacja                                                    | Dvorana Zlatorog, Celje Widzów: 4640 Sędzia: Fernando Rocha ( POR), Borys Ryżyk ( UKR), Aleksandar Milojevic ( MKD) |
| 8 września 201321:00 | Pkt:Goran Dragić 23 Zb:3 zawodników z 8 As:Goran Dragić 5 | 74:76 (pd.)(20:17, 21:18, 16:20, 8:10, dogr. 9:11) | Pkt:Bojan Bogdanović 24 Zb:Ante Tomić 15 As:3 zawodników z 3 | Dvorana Zlatorog, Celje Widzów: 4640 Sędzia: Fernando Rocha ( POR), Borys Ryżyk ( UKR), Aleksandar Milojevic ( MKD) |

| 9 września 201314:30 | Gruzja                                                                         | 59:83(17:17, 12:24, 10:21, 20:21) | Hiszpania                                                                        | Dvorana Zlatorog, Celje Widzów: 2490 Sędzia: Borys Ryżyk ( UKR), Aleksandar Milojevic ( MKD), Omer Esteron ( ISR) |
| 9 września 201314:30 | Pkt:Giorgi Szermadini 10 Zb:Besik Leżawa, Ricky Hickman 5 As:Giorgi Cincadze 5 | 59:83(17:17, 12:24, 10:21, 20:21) | Pkt:Ricky Rubio 16 Zb:Marc Gasol, Xavier Rey 8 As:Marc Gasol, Sergio Rodríguez 4 | Dvorana Zlatorog, Celje Widzów: 2490 Sędzia: Borys Ryżyk ( UKR), Aleksandar Milojevic ( MKD), Omer Esteron ( ISR) |

| 9 września 201317:45 | Chorwacja                                             | 70:53(16:17, 16:16, 15:9, 23:11) | Czechy                                                      | Dvorana Zlatorog, Celje Widzów: 2910 Sędzia: Fernando Rocha ( POR), Olegs Latisevs ( LAT), Petar Obradovic ( BIH) |
| 9 września 201317:45 | Pkt:Ante Tomić 12 Zb:Ante Tomić 9 As:3 zawodników z 2 | 70:53(16:17, 16:16, 15:9, 23:11) | Pkt:Pavel Pumprla 19 Zb:Jan Veselý 11 As:Tomáš Satoranský 8 | Dvorana Zlatorog, Celje Widzów: 2910 Sędzia: Fernando Rocha ( POR), Olegs Latisevs ( LAT), Petar Obradovic ( BIH) |

| 9 września 201321:00 | Słowenia                                                     | 61:71(19:25, 15:12, 20:21, 29:18) | Polska                                                        | Dvorana Zlatorog, Celje Widzów: 4590 Sędzia: Milivoje Jovcic ( SRB), Jurgis Laurinavicius ( LTU), Gentian Cici ( ALB) |
| 9 września 201321:00 | Pkt:Domen Lorbek 13 Zb:Mirza Begić 7 As:Nebojša Joksimović 5 | 61:71(19:25, 15:12, 20:21, 29:18) | Pkt:Thomas Kelati 21 Zb:Marcin Gortat 12 As:Łukasz Koszarek 8 | Dvorana Zlatorog, Celje Widzów: 4590 Sędzia: Milivoje Jovcic ( SRB), Jurgis Laurinavicius ( LTU), Gentian Cici ( ALB) |

### Grupa D -Koper

#### Tabela
| Poz. | Reprezentacja | Pkt | Mecze | Mecze | Mecze | Punkty | Punkty | Punkty | Bilans bezpośrednich meczów |
| Poz. | Reprezentacja | Pkt | M     | Z     | P     | zdob.  | str.   | bilans | Bilans bezpośrednich meczów |
| ---- | ------------- | --- | ----- | ----- | ----- | ------ | ------ | ------ | --------------------------- |
| 1    | Włochy        | 10  | 5     | 5     | 0     | 391    | 339    | +52    | -                           |
| 2    | Finlandia     | 9   | 5     | 4     | 1     | 358    | 337    | +21    |                             |
| 3    | Grecja        | 8   | 5     | 3     | 2     | 392    | 350    | +42    |                             |
| 4    | Szwecja       | 6   | 5     | 1     | 4     | 345    | 391    | -46    | 1-1 (1,040)                 |
| 5    | Turcja        | 6   | 5     | 1     | 4     | 355    | 398    | -43    | 1-1 (1,006)                 |
| 6    | Rosja         | 5   | 5     | 1     | 4     | 374    | 400    | -26    | 1-1 (0,956)                 |

#### Wyniki
| 4 września 201314:30 | Turcja                                                  | 55:61(8:10, 11:22, 19:17, 17:12) | Finlandia                                                                   | Dvorana Bonifika, Koper Widzów: 1530 Sędzia: Ilija Belosevic ( SRB), Joseph Bissang ( FRA), Serhij Zaszczuk ( UKR) |
| 4 września 201314:30 | Pkt:Ender Arslan 12 Zb:Kerem Gönlüm 7 As:Ender Arslan 5 | 55:61(8:10, 11:22, 19:17, 17:12) | Pkt:Petteri Koponen, Sasu Salin 12 Zb:Petteri Koponen 9 As:3 zawodników z 3 | Dvorana Bonifika, Koper Widzów: 1530 Sędzia: Ilija Belosevic ( SRB), Joseph Bissang ( FRA), Serhij Zaszczuk ( UKR) |

| 4 września 201317:45 | Szwecja                                                        | 51:79(13:15, 8:24, 14:20, 16:20) | Grecja                                                                     | Dvorana Bonifika, Koper Widzów: 1050 Sędzia: Juris Kokainis ( LAT), Ademir Zurapovic ( BIH), Renaud Geller ( BEL) |
| 4 września 201317:45 | Pkt:Jeffery Taylor 16 Zb:Joakim Kjellbom 5 As:3 zawodników z 2 | 51:79(13:15, 8:24, 14:20, 16:20) | Pkt:Wasilis Spanulis 13 Zb:Lukas Mawrokiefalidis 9 As:Kostas Kaimakoglou 3 | Dvorana Bonifika, Koper Widzów: 1050 Sędzia: Juris Kokainis ( LAT), Ademir Zurapovic ( BIH), Renaud Geller ( BEL) |

| 4 września 201321:00 | Rosja                                                           | 69:76(18:25, 11:17, 13:14, 27:20) | Włochy                                                    | Dvorana Bonifika, Koper Widzów: 3700 Sędzia: Robert Lottermoser ( GER), Seffi Shemmesh ( ISR), Igor Dragojevic (MNE) |
| 4 września 201321:00 | Pkt:Aleksiej Szwied 17 Zb:Siergiej Monia 5 As:Aleksiej Szwied 5 | 69:76(18:25, 11:17, 13:14, 27:20) | Pkt:Luigi Datome 25 Zb:Marco Cusin 9 As:Marco Belinelli 5 | Dvorana Bonifika, Koper Widzów: 3700 Sędzia: Robert Lottermoser ( GER), Seffi Shemmesh ( ISR), Igor Dragojevic (MNE) |

| 5 września 201314:30 | Finlandia                                                | 81:60(27:27, 21:4, 19:15, 14:14) | Szwecja                                                      | Dvorana Bonifika, Koper Widzów: 1960 Sędzia: Robert Lottermoser ( GER), Serhiy Zaszczuk ( UKR), Igor Dragojevic ( MNE) |
| 5 września 201314:30 | Pkt:Gerald Lee 14 Zb:Tuukka Kotti 8 As:Petteri Koponen 6 | 81:60(27:27, 21:4, 19:15, 14:14) | Pkt:Jeffery Taylor 19 Zb:Jeffery Taylor 6 As:Jonas Jerebko 4 | Dvorana Bonifika, Koper Widzów: 1960 Sędzia: Robert Lottermoser ( GER), Serhiy Zaszczuk ( UKR), Igor Dragojevic ( MNE) |

| 5 września 201317:45 | Włochy                                                      | 90:75(22:19, 22:15, 30:23, 16:18) | Turcja                                                                 | Dvorana Bonifika, Koper Widzów: 3000 Sędzia: Ademir Zurapovic ( BIH), Juris Kokainis ( LAT), Renaud Geller ( BEL) |
| 5 września 201317:45 | Pkt:Pietro Aradori 23 Zb:Nicolò Melli 10 As:Travis Diener 4 | 90:75(22:19, 22:15, 30:23, 16:18) | Pkt:Hedo Türkoğlu, Ömer Aşık 12 Zb:Emir Preldžić 8 As:3 zawodników z 4 | Dvorana Bonifika, Koper Widzów: 3000 Sędzia: Ademir Zurapovic ( BIH), Juris Kokainis ( LAT), Renaud Geller ( BEL) |

| 5 września 201321:00 | Grecja | 80:71(16:21, 25:13, 21:13, 18:24) | Rosja                                                              | Dvorana Bonifika, Koper Widzów: 2500 Sędzia: Ilija Belosevic ( SRB), Marius Ciulin ( ROU), Joseph Bissang ( FRA) |
| 5 września 201321:00 | Pkt:Kostas Kaimakoglou, Wasilis Spanulis 11 Zb:Yannis Bourousis, Lukas Mawrokiefalidis 6 As:Nikos Zisis 6 | 80:71(16:21, 25:13, 21:13, 18:24) | Pkt:Aleksiej Szwied 17 Zb:Siergiej Karasiow 7 As:Aleksiej Szwied 4 | Dvorana Bonifika, Koper Widzów: 2500 Sędzia: Ilija Belosevic ( SRB), Marius Ciulin ( ROU), Joseph Bissang ( FRA) |

| 7 września 201314:30 | Rosja                                                                              | 62:81(15:18, 14:16, 16:18, 17:29) | Szwecja                                                       | Dvorana Bonifika, Koper Widzów: 1630 Sędzia: Seffi Shemmesh ( ISR), Juris Kokainis ( LAT), Igor Dragojevic ( MNE) |
| 7 września 201314:30 | Pkt:Aleksiej Szwied 15 Zb:Jewgenij Waliew 6 As:Anton Ponkraszow, Witalij Fridzon 4 | 62:81(15:18, 14:16, 16:18, 17:29) | Pkt:Jeffery Taylor 25 Zb:Jonas Jerebko 13 As:Jeffery Taylor 4 | Dvorana Bonifika, Koper Widzów: 1630 Sędzia: Seffi Shemmesh ( ISR), Juris Kokainis ( LAT), Igor Dragojevic ( MNE) |

| 7 września 201317:45 | Włochy                                                                       | 62:44(14:17, 17:9, 15:8, 16:10) | Finlandia                                                  | Dvorana Bonifika, Koper Widzów: 3170 Sędzia: Ilija Belosevic ( SRB), Marius Ciulin ( ROU), Joseph Bissang ( FRA) |
| 7 września 201317:45 | Pkt:Luigi Datome 10 Zb:Andrea Cinciarini, Luigi Datome 8 As:Pietro Aradori 5 | 62:44(14:17, 17:9, 15:8, 16:10) | Pkt:3 zawodników z 8 Zb:Tuukka Kotti 7 As:5 zawodników z 1 | Dvorana Bonifika, Koper Widzów: 3170 Sędzia: Ilija Belosevic ( SRB), Marius Ciulin ( ROU), Joseph Bissang ( FRA) |

| 7 września 201321:00 | Turcja                                                    | 61:84(16:21, 19:20, 14:23, 12:20) | Grecja                                                            | Dvorana Bonifika, Koper Widzów: 3010 Sędzia: Robert Lottermoser ( GER), Ademir Zurapovic ( BIH), Renaud Geller ( BEL) |
| 7 września 201321:00 | Pkt:Ersan İlyasova 13 Zb:Kerem Gönlüm 8 As:Ender Arslan 5 | 61:84(16:21, 19:20, 14:23, 12:20) | Pkt:Yannis Bourousis 21 Zb:Kostas Kaimakoglou 6 As:Nikos Zisis 11 | Dvorana Bonifika, Koper Widzów: 3010 Sędzia: Robert Lottermoser ( GER), Ademir Zurapovic ( BIH), Renaud Geller ( BEL) |

| 8 września 201314:30 | Finlandia                                                              | 86:83 (pd.)(16:18, 15:12, 10:16, 26:21, dogr. 8:8, 11:8) | Rosja                                                                              | Dvorana Bonifika, Koper Widzów: 2370 Sędzia: Robert Lottermoser ( GER), Marius Ciulin ( ROU), Igor Dragojevic ( MNE) |
| 8 września 201314:30 | Pkt:Shawn Huff 20 Zb:Sasu Salin, Tuukka Kotti 10 As:Petteri Koponen 11 | 86:83 (pd.)(16:18, 15:12, 10:16, 26:21, dogr. 8:8, 11:8) | Pkt:Aleksiej Szwied 25 Zb:Witalij Fridzon 10 As:Aleksiej Szwied, Witalij Fridzon 6 | Dvorana Bonifika, Koper Widzów: 2370 Sędzia: Robert Lottermoser ( GER), Marius Ciulin ( ROU), Igor Dragojevic ( MNE) |

| 8 września 201317:45 | Grecja                                                                  | 72:81(16:16, 22:20, 18:27, 16:18) | Włochy                                                             | Dvorana Bonifika, Koper Widzów: 3170 Sędzia: Ilija Belosevic ( SRB), Renaud Geller ( BEL), Serhiy Zaszczuk ( UKR) |
| 8 września 201317:45 | Pkt:Nikos Zisis 16 Zb:Andonis Fotsis 5 As:Nikos Zisis, Kostas Sloukas 4 | 72:81(16:16, 22:20, 18:27, 16:18) | Pkt:Marco Belinelli 23 Zb:Marco Belinelli 7 As:Andrea Cinciarini 4 | Dvorana Bonifika, Koper Widzów: 3170 Sędzia: Ilija Belosevic ( SRB), Renaud Geller ( BEL), Serhiy Zaszczuk ( UKR) |

| 8 września 201321:00 | Szwecja                                                                  | 74:87(17:17, 18:23, 23:27, 16:20) | Turcja                                                    | Dvorana Bonifika, Koper Widzów: 1290 Sędzia: Ademir Zurapovic ( BIH), Joseph Bissang ( FRA), Seffi Shemmesh ( ISR) |
| 8 września 201321:00 | Pkt:Jeffery Taylor 18 Zb:Kenny Grant, Joakim Kjellbom 5 As:Kenny Grant 4 | 74:87(17:17, 18:23, 23:27, 16:20) | Pkt:Ender Arslan 22 Zb:Kerem Gönlüm 6 As:Emir Preldžić 10 | Dvorana Bonifika, Koper Widzów: 1290 Sędzia: Ademir Zurapovic ( BIH), Joseph Bissang ( FRA), Seffi Shemmesh ( ISR) |

| 9 września 201314:30 | Grecja                                                            | 77:86(23:22, 12:14, 12:21, 30:29) | Finlandia                                                                 | Dvorana Bonifika, Koper Widzów: 2300 Sędzia: Robert Lottermoser ( GER), Ademir Zurapovic ( BIH), Seffi Shemmesh ( ISR) |
| 9 września 201314:30 | Pkt:Nikos Zisis 19 Zb:Lukas Mawrokiefalidis 7 As:3 zawodników z 3 | 77:86(23:22, 12:14, 12:21, 30:29) | Pkt:Petteri Koponen 29 Zb:Tuukka Kotti 6 As:Petteri Koponen, Sasu Salin 3 | Dvorana Bonifika, Koper Widzów: 2300 Sędzia: Robert Lottermoser ( GER), Ademir Zurapovic ( BIH), Seffi Shemmesh ( ISR) |

| 9 września 201317:45 | Włochy                                                                | 82:79(27:20, 16:28, 20:15, 19:16) | Szwecja                                                       | Dvorana Bonifika, Koper Widzów: 1960 Sędzia: Marius Ciulin ( ROU), Igor Dragojevic ( MNE), Serhiy Zaszczuk ( UKR) |
| 9 września 201317:45 | Pkt:Alessandro Gentile 19 Zb:Pietro Aradori 7 As:Alessandro Gentile 5 | 82:79(27:20, 16:28, 20:15, 19:16) | Pkt:Jeffery Taylor 28 Zb:Jonas Jerebko 8 As:Thomas Massamba 5 | Dvorana Bonifika, Koper Widzów: 1960 Sędzia: Marius Ciulin ( ROU), Igor Dragojevic ( MNE), Serhiy Zaszczuk ( UKR) |

| 9 września 201321:00 | Turcja                                                                             | 77:89(17:16, 23:23, 17:19, 20:31) | Rosja                                                            | Dvorana Bonifika, Koper Widzów: 2110 Sędzia: Ilija Belosevic ( SRB), Renaud Geller ( BEL), Juris Kokainis ( LAT) |
| 9 września 201321:00 | Pkt:Oğuz Savaş 18 Zb:Kerem Gönlüm, Ersan İlyasova 6 As:Ender Arslan, Sinan Güler 3 | 77:89(17:16, 23:23, 17:19, 20:31) | Pkt:Siergiej Karasew 25 Zb:4 zawodników z 5 As:Aleksiej Szwied 9 | Dvorana Bonifika, Koper Widzów: 2110 Sędzia: Ilija Belosevic ( SRB), Renaud Geller ( BEL), Juris Kokainis ( LAT) |

## Druga faza grupowa -Lublana

### Grupa E

#### Tabela
| Poz. | Reprezentacja | Pkt | Mecze | Mecze | Mecze | Punkty | Punkty | Punkty | Bilans bezpośrednich meczów |
| Poz. | Reprezentacja | Pkt | M     | Z     | P     | zdob.  | str.   | bilans | Bilans bezpośrednich meczów |
| ---- | ------------- | --- | ----- | ----- | ----- | ------ | ------ | ------ | --------------------------- |
| 1    | Serbia        | 9   | 5     | 4     | 1     | 371    | 343    | +28    | 1-0                         |
| 2    | Litwa         | 9   | 5     | 4     | 1     | 355    | 314    | +41    | 0-1                         |
| 3    | Francja       | 8   | 5     | 3     | 2     | 388    | 380    | +8     | -                           |
| 4    | Ukraina       | 7   | 5     | 2     | 3     | 325    | 364    | -39    | -                           |
| 5    | Belgia        | 6   | 5     | 1     | 4     | 318    | 358    | +6     | 1-0                         |
| 6    | Łotwa         | 6   | 5     | 1     | 4     | 362    | 360    | +2     | 0-1                         |

#### Wyniki
| 11 września 201314:30 | Łotwa                                                               | 85:51(24:11, 18:11, 23:10, 20:19) | Ukraina                                                             | Arena Stožice, Lublana Widzów: 2140 Sędzia: Juan Arteaga ( ESP), Srdan Dozai ( CRO), Elias Koromilas ( GRE) |
| 11 września 201314:30 | Pkt:Kristaps Janičenoks 14 Zb:Mārtiņš Meiers 10 As:Dairis Bertāns 7 | 85:51(24:11, 18:11, 23:10, 20:19) | Pkt:Serhij Hładyr 12 Zb:Wjaczesław Krawcow 6 As:Ołeksandr Miszula 4 | Arena Stožice, Lublana Widzów: 2140 Sędzia: Juan Arteaga ( ESP), Srdan Dozai ( CRO), Elias Koromilas ( GRE) |

| 11 września 201317:45 | Belgia                                                              | 69:76(18:19, 18:21, 15:14, 18:22) | Serbia                                                     | Arena Stožice, Lublana Widzów: 2650 Sędzia: Luigi Lamonica ( ITA), Christos Christodoulou ( GRE), Vicente Bulto ( ESP) |
| 11 września 201317:45 | Pkt:Wen Mukubu 16 Zb:Axel Hervelle 9 As:Jonathan Tabu, Wen Mukubu 3 | 69:76(18:19, 18:21, 15:14, 18:22) | Pkt:Nenad Krstić 17 Zb:Nemanja Bjelica 8 As:Nenad Krstić 5 | Arena Stožice, Lublana Widzów: 2650 Sędzia: Luigi Lamonica ( ITA), Christos Christodoulou ( GRE), Vicente Bulto ( ESP) |

| 11 września 201321:00 | Litwa                                                            | 76:62(16:10, 16:17, 19:15, 25:20) | Francja                                                                | Arena Stožice, Lublana Widzów: 2640 Sędzia: Sreten Radovic ( CRO), Guerrino Cerebuch ( ITA), Damir Javor ( SLO) |
| 11 września 201321:00 | Pkt:Renaldas Seibutis 15 Zb:Linas Kleiza 7 As:Mantas Kalnietis 7 | 76:62(16:10, 16:17, 19:15, 25:20) | Pkt:Nando De Colo 12 Zb:Nicolas Batum, Alexis Ajinça 6 As:Boris Diaw 6 | Arena Stožice, Lublana Widzów: 2640 Sędzia: Sreten Radovic ( CRO), Guerrino Cerebuch ( ITA), Damir Javor ( SLO) |

| 13 września 201314:30 | Litwa                                                                   | 86:67(18:12, 26:9, 25:14, 17:32) | Belgia                                                  | Arena Stožice, Lublana Widzów: 2480 Sędzia: Luigi Lamonica ( ITA), Srdan Dozai ( CRO), Aleksandar Milojevic ( MKD) |
| 13 września 201314:30 | Pkt:Donatas Motiejūnas 13 Zb:Jonas Valančiūnas 10 As:Mantas Kalnietis 6 | 86:67(18:12, 26:9, 25:14, 17:32) | Pkt:Jonathan Tabu 15 Zb:Axel Hervelle 8 As:Roel Moors 5 | Arena Stožice, Lublana Widzów: 2480 Sędzia: Luigi Lamonica ( ITA), Srdan Dozai ( CRO), Aleksandar Milojevic ( MKD) |

| 13 września 201317:45 | Ukraina                                                           | 82:75(18:21, 23:19, 22:14, 19:21) | Serbia                                                            | Arena Stožice, Lublana Widzów: 4230 Sędzia: Christos Christodoulou ( GRE), Sreten Radovic ( CRO), Chris Dodds ( GBR) |
| 13 września 201317:45 | Pkt:Maksym Kornyjenko 21 Zb:Maksym Kornyjenko 8 As:Eugene Jeter 4 | 82:75(18:21, 23:19, 22:14, 19:21) | Pkt:Nemanja Bjelica 22 Zb:Nemanja Bjelica 10 As:Stefan Marković 6 | Arena Stožice, Lublana Widzów: 4230 Sędzia: Christos Christodoulou ( GRE), Sreten Radovic ( CRO), Chris Dodds ( GBR) |

| 13 września 201321:00 | Francja                                                     | 102:91(31:15, 21:20, 24:30, 26:26) | Łotwa                                                                               | Arena Stožice, Lublana Widzów: 4320 Sędzia: Juan Arteaga ( ESP), Guerrino Cerebuch ( ITA), Rüstü Nuran ( TUR) |
| 13 września 201321:00 | Pkt:Alexis Ajinça 25 Zb:Nicolas Batum 10 As:Nicolas Batum 6 | 102:91(31:15, 21:20, 24:30, 26:26) | Pkt:Dairis Bertāns 28 Zb:Andrejs Šeļakovs 4 As:Kristaps Janičenoks, Armands Šķēle 4 | Arena Stožice, Lublana Widzów: 4320 Sędzia: Juan Arteaga ( ESP), Guerrino Cerebuch ( ITA), Rüstü Nuran ( TUR) |

| 15 września 201314:30 | Łotwa                                                                   | 56:60(15:14, 17:18, 10:14, 14:14) | Belgia                                                                    | Arena Stožice, Lublana Widzów: 3270 Sędzia: Christos Christodoulou ( GRE), Damir Javor ( SLO), Apostolos Kalpakas ( SWE) |
| 15 września 201314:30 | Pkt:Rolands Freimanis 10 Zb:Rolands Freimaniss 11 As:Jānis Strēlnieks 4 | 56:60(15:14, 17:18, 10:14, 14:14) | Pkt:Sacha Massot 14 Zb:Jonathan Tabu 8 As:Sam Van Rossom, Jonathan Tabu 4 | Arena Stožice, Lublana Widzów: 3270 Sędzia: Christos Christodoulou ( GRE), Damir Javor ( SLO), Apostolos Kalpakas ( SWE) |

| 15 września 201317:45 | Ukraina                                                        | 63:70(13:18, 17:14, 16:16, 17:22) | Litwa                                                                                                  | Arena Stožice, Lublana Widzów: 4400 Sędzia: Juan Arteaga ( ESP), Srdan Dozai ( CRO), Elias Koromilas ( GRE) |
| 15 września 201317:45 | Pkt:Serhij Hładyr 18 Zb:Wjaczesław Krawcow 9 As:Eugene Jeter 8 | 63:70(13:18, 17:14, 16:16, 17:22) | Pkt:Linas Kleiza 15 Zb:Jonas Mačiulis, Mindaugas Kuzminskas 6 As:Renaldas Seibutis, Mantas Kalnietis 4 | Arena Stožice, Lublana Widzów: 4400 Sędzia: Juan Arteaga ( ESP), Srdan Dozai ( CRO), Elias Koromilas ( GRE) |

| 15 września 201321:30 | Serbia                                                    | 77:65(19:17, 19:14, 22:20, 17:14) | Francja                                                   | Arena Stožice, Lublana Widzów: 4380 Sędzia: Luigi Lamonica ( ITA), Vicente Bulto ( ESP), Rüstü Nuran ( TUR) |
| 15 września 201321:30 | Pkt:Nenad Krstić 19 Zb:Nikola Kalinić 8 As:Nenad Krstić 4 | 77:65(19:17, 19:14, 22:20, 17:14) | Pkt:4 zawodników z 12 Zb:Nicolas Batum 7 As:Tony Parker 5 | Arena Stožice, Lublana Widzów: 4380 Sędzia: Luigi Lamonica ( ITA), Vicente Bulto ( ESP), Rüstü Nuran ( TUR) |

### Grupa F

#### Tabela
| Poz. | Reprezentacja | Pkt | Mecze | Mecze | Mecze | Punkty | Punkty | Punkty | Bilans bezpośrednich meczów |
| Poz. | Reprezentacja | Pkt | M     | Z     | P     | zdob.  | str.   | bilans | Bilans bezpośrednich meczów |
| ---- | ------------- | --- | ----- | ----- | ----- | ------ | ------ | ------ | --------------------------- |
| 1    | Chorwacja     | 9   | 5     | 4     | 1     | 372    | 361    | +11    |                             |
| 2    | Słowenia      | 8   | 5     | 3     | 2     | 385    | 379    | +6     | 1-0                         |
| 3    | Włochy        | 8   | 5     | 3     | 2     | 374    | 357    | +17    | 0-1                         |
| 4    | Hiszpania     | 7   | 5     | 2     | 3     | 375    | 339    | +36    | 1-0                         |
| 5    | Finlandia     | 7   | 5     | 2     | 3     | 341    | 385    | -44    | 0-1                         |
| 6    | Grecja        | 6   | 5     | 1     | 4     | 381    | 407    | -26    |                             |

#### Wyniki
| 12 września 201314:30 | Finlandia                                              | 63:88(11:17, 9:22, 18:24, 25:25) | Chorwacja                                                    | Arena Stožice, Lublana Widzów: 3020 Sędzia: Fernando Rocha ( POR), Milivoje Jovcic ( SRB), Marius Ciulin ( ROU) |
| 12 września 201314:30 | Pkt:Shawn Huff 10 Zb:Sasu Salin 6 As:Petteri Koponen 4 | 63:88(11:17, 9:22, 18:24, 25:25) | Pkt:Damjan Rudež 17 Zb:Damir Markota 11 As:Donataye Draper 4 | Arena Stožice, Lublana Widzów: 3020 Sędzia: Fernando Rocha ( POR), Milivoje Jovcic ( SRB), Marius Ciulin ( ROU) |

| 12 września 201317:45 | Grecja                                                                                               | 79:75(16:26, 25:12, 11:19, 27:18) | Hiszpania                                                                 | Arena Stožice, Lublana Widzów: 2980 Sędzia: Ilija Belosevic ( SRB), Borys Ryżyk ( UKR), Ademir Zurapovic ( BIH) |
| 12 września 201317:45 | Pkt:Wasilis Spanulis 20 Zb:Jorgos Prindezis, Kostas Kaimakoglou 5 As:Nikos Zisis, Wasilis Spanulis 3 | 79:75(16:26, 25:12, 11:19, 27:18) | Pkt:Rudy Fernández, Marc Gasol 20 Zb:Víctor Claver 11 As:Rudy Fernández 4 | Arena Stožice, Lublana Widzów: 2980 Sędzia: Ilija Belosevic ( SRB), Borys Ryżyk ( UKR), Ademir Zurapovic ( BIH) |

| 12 września 201321:00 | Słowenia                                                 | 84:77(18:21, 27:18, 15:15, 24:23) | Włochy                                                           | Arena Stožice, Lublana Widzów: 10000 Sędzia: Robert Lottermoser ( GER), Olegs Latisevs ( LAT), Emin Mogulkoc ( TUR) |
| 12 września 201321:00 | Pkt:Goran Dragić 22 Zb:Zoran Dragić 11 As:Goran Dragić 6 | 84:77(18:21, 27:18, 15:15, 24:23) | Pkt:Alessandro Gentile 20 Zb:Luigi Datome 6 As:Marco Belinelli 4 | Arena Stožice, Lublana Widzów: 10000 Sędzia: Robert Lottermoser ( GER), Olegs Latisevs ( LAT), Emin Mogulkoc ( TUR) |

| 14 września 201314:30 | Chorwacja                                                               | 76:68(8:17, 23:19, 26:9, 19:23) | Włochy                                                                    | Arena Stožice, Lublana Widzów: 8000 Sędzia: Ilija Belosevic ( SRB), Borys Ryżyk ( UKR), Joseph Bissang ( FRA) |
| 14 września 201314:30 | Pkt:Bojan Bogdanović 18 Zb:Luka Zorić, Ante Tomić 8 As:4 zawodników z 2 | 76:68(8:17, 23:19, 26:9, 19:23) | Pkt:Luigi Datome 24 Zb:Luigi Datome 7 As:Travis Diener, Marco Belinelli 3 | Arena Stožice, Lublana Widzów: 8000 Sędzia: Ilija Belosevic ( SRB), Borys Ryżyk ( UKR), Joseph Bissang ( FRA) |

| 14 września 201317:45 | Hiszpania                                                              | 82:56(18:15, 24:15, 15:14, 25:12) | Finlandia                                                   | Arena Stožice, Lublana Widzów: 3070 Sędzia: Olegs Latisevs ( LAT), Milivoje Jovcic ( SRB), Renaud Geller ( BEL) |
| 14 września 201317:45 | Pkt:José Calderón 23 Zb:Marc Gasol, Víctor Claver 7 As:José Calderón 5 | 82:56(18:15, 24:15, 15:14, 25:12) | Pkt:Petteri Koponen 17 Zb:Gerald Lee 6 As:Petteri Koponen 4 | Arena Stožice, Lublana Widzów: 3070 Sędzia: Olegs Latisevs ( LAT), Milivoje Jovcic ( SRB), Renaud Geller ( BEL) |

| 14 września 201321:00 | Grecja                                                              | 65:73(13:26, 14:17, 19:19, 19:11) | Słowenia                                               | Arena Stožice, Lublana Widzów: 10000 Sędzia: Robert Lottermoser ( GER), Fernando Rocha ( POR), Marius Ciulin ( ROU) |
| 14 września 201321:00 | Pkt:Wasilis Spanulis 21 Zb:Wasilis Spanulis 8 As:Wasilis Spanulis 3 | 65:73(13:26, 14:17, 19:19, 19:11) | Pkt:Goran Dragić 28 Zb:Mirza Begić 8 As:Goran Dragić 4 | Arena Stožice, Lublana Widzów: 10000 Sędzia: Robert Lottermoser ( GER), Fernando Rocha ( POR), Marius Ciulin ( ROU) |

| 16 września 201314:30 | Chorwacja                                               | 92:88 (pd.)(16:17, 20:17, 15:16, 19:20, dogr. 70:70, 22:18) | Grecja                                                         | Arena Stožice, Lublana Widzów: 3090 Sędzia: Olegs Latisevs ( LAT), Milivoje Jovcic ( SRB), Borys Ryżyk ( UKR) |
| 16 września 201314:30 | Pkt:Bojan Bogdanović 22 Zb:Ante Tomić 12 As:Roko Ukić 5 | 92:88 (pd.)(16:17, 20:17, 15:16, 19:20, dogr. 70:70, 22:18) | Pkt:Yannis Bourousis 21 Zb:Yannis Bourousis 9 As:Nikos Zisis 5 | Arena Stožice, Lublana Widzów: 3090 Sędzia: Olegs Latisevs ( LAT), Milivoje Jovcic ( SRB), Borys Ryżyk ( UKR) |

| 16 września 201317:45 | Włochy                                                          | 86:81 (pd.)(24:12, 13:25, 8:19, 25:14, dogr. 16:11) | Hiszpania                                                | Arena Stožice, Lublana Widzów: 4310 Sędzia: Robert Lottermoser ( GER), Fernando Rocha ( POR), Emin Mogulkoc ( TUR) |
| 16 września 201317:45 | Pkt:Alessandro Gentile 25 Zb:Marco Cusin 11 As:Pietro Aradori 3 | 86:81 (pd.)(24:12, 13:25, 8:19, 25:14, dogr. 16:11) | Pkt:Marc Gasol 32 Zb:Marc Gasol 10 As:Sergio Rodríguez 6 | Arena Stožice, Lublana Widzów: 4310 Sędzia: Robert Lottermoser ( GER), Fernando Rocha ( POR), Emin Mogulkoc ( TUR) |

| 16 września 201321:00 | Finlandia                                              | 92:76(22:26, 20:16, 29:14, 21:20) | Słowenia                                                                 | Arena Stožice, Lublana Widzów: 10000 Sędzia: Ilija Belosevic ( SRB), Marius Ciulin ( ROU), Chris Dodds ( GBR) |
| 16 września 201321:00 | Pkt:Gerald Lee 17 Zb:Gerald Lee 6 As:Petteri Koponen 6 | 92:76(22:26, 20:16, 29:14, 21:20) | Pkt:Boštjan Nachbar 15 Zb:Gašper Vidmar 6 As:Jaka Blažič, Jaka Lakovič 4 | Arena Stožice, Lublana Widzów: 10000 Sędzia: Ilija Belosevic ( SRB), Marius Ciulin ( ROU), Chris Dodds ( GBR) |

## Faza finałowa -Lublana
|  |                            |              |                            |                            |    |           |                            |                            |                            |                            |                   |       |       |
|  | Ćwierćfinały               | Ćwierćfinały | Ćwierćfinały               |                            |    | Półfinały | Półfinały                  | Półfinały                  |                            |                            | Finał             | Finał | Finał |
|  | Ćwierćfinały               | Ćwierćfinały | Ćwierćfinały               |                            |    | Półfinały | Półfinały                  | Półfinały                  |                            |                            | Finał             | Finał | Finał |
|  | 18 września 2013 – Lublana |              |                            |                            |    |           |                            |                            |                            |                            |                   |       |       |
|  |                            |              |                            |                            |    |           |                            |                            |                            |                            |                   |       |       |
|  | Serbia                     | Serbia       | 60                         |                            |    |           |                            |                            |                            |                            |                   |       |       |
|  | Serbia                     | Serbia       | 60                         | 20 września 2013 – Lublana |    |           |                            |                            |                            |                            |                   |       |       |
|  | Hiszpania                  | Hiszpania    | 90                         |                            |    |           |                            |                            |                            |                            |                   |       |       |
|  | Hiszpania                  | Hiszpania    | 90                         |                            |    | Hiszpania | Hiszpania                  | 72                         |                            |                            |                   |       |       |
|  | 18 września 2013 – Lublana |              |                            |                            |    | Hiszpania | Hiszpania                  | 72                         |                            |                            |                   |       |       |
|  |                            |              | Francja                    | Francja                    | 75 |           |                            |                            |                            |                            |                   |       |       |
|  | Słowenia                   | Słowenia     | Francja                    | Francja                    | 75 | 62        |                            |                            |                            |                            |                   |       |       |
|  | Słowenia                   | Słowenia     |                            |                            |    | 62        | 22 września 2013 – Lublana |                            |                            |                            |                   |       |       |
|  | Francja                    | Francja      | 72                         |                            |    |           |                            |                            |                            |                            |                   |       |       |
|  | Francja                    | Francja      | 72                         |                            |    | Francja   | Francja                    | 80                         |                            |                            |                   |       |       |
|  | 19 września 2013 – Lublana |              |                            |                            |    | Francja   | Francja                    | 80                         |                            |                            |                   |       |       |
|  |                            |              | Litwa                      | Litwa                      | 66 |           |                            |                            |                            |                            |                   |       |       |
|  | Chorwacja                  | Chorwacja    | Litwa                      | Litwa                      | 66 | 84        |                            |                            |                            |                            |                   |       |       |
|  | Chorwacja                  | Chorwacja    | 20 września 2013 – Lublana |                            |    | 84        |                            |                            |                            |                            |                   |       |       |
|  | Ukraina                    | Ukraina      | 72                         |                            |    |           |                            |                            |                            |                            |                   |       |       |
|  | Ukraina                    | Ukraina      | 72                         |                            |    | Chorwacja | Chorwacja                  | 62                         | Mecz o 3. miejsce          | Mecz o 3. miejsce          | Mecz o 3. miejsce |       |       |
|  | 19 września 2013 – Lublana |              |                            |                            |    | Chorwacja | Chorwacja                  | 62                         | Mecz o 3. miejsce          | Mecz o 3. miejsce          | Mecz o 3. miejsce |       |       |
|  |                            |              | Litwa                      | Litwa                      | 77 |           |                            | 22 września 2013 – Lublana | 22 września 2013 – Lublana | 22 września 2013 – Lublana |                   |       |       |
|  | Litwa                      | Litwa        | Litwa                      | Litwa                      | 77 | 81        |                            | 22 września 2013 – Lublana | 22 września 2013 – Lublana | 22 września 2013 – Lublana |                   |       |       |
|  | Litwa                      | Litwa        |                            |                            |    |           |                            | Hiszpania                  | Hiszpania                  | 92                         |                   |       |       |
|  | Włochy                     | Włochy       | 77                         |                            |    |           |                            |                            | Hiszpania                  | 92                         |                   |       |       |
|  | Włochy                     | Włochy       | 77                         |                            |    |           |                            | Chorwacja                  | Chorwacja                  | 66                         |                   |       |       |
|  |                            |              |                            |                            |    |           |                            |                            | Chorwacja                  | 66                         |                   |       |       |

|  |                            |                     |                     |                            |    |                  |                  |                  |
|  | Mecze o miejsca 5-8        | Mecze o miejsca 5-8 | Mecze o miejsca 5-8 |                            |    | Mecz o 5 miejsce | Mecz o 5 miejsce | Mecz o 5 miejsce |
|  | Mecze o miejsca 5-8        | Mecze o miejsca 5-8 | Mecze o miejsca 5-8 |                            |    | Mecz o 5 miejsce | Mecz o 5 miejsce | Mecz o 5 miejsce |
|  | 19 września 2013 – Lublana |                     |                     |                            |    |                  |                  |                  |
|  |                            |                     |                     |                            |    |                  |                  |                  |
|  | Serbia                     | Serbia              | 74                  |                            |    |                  |                  |                  |
|  | Serbia                     | Serbia              | 74                  | 21 września 2013 – Lublana |    |                  |                  |                  |
|  | Słowenia                   | Słowenia            | 92                  |                            |    |                  |                  |                  |
|  | Słowenia                   | Słowenia            | 92                  |                            |    | Słowenia         | Słowenia         | 69               |
|  | 20 września 2013 – Lublana |                     |                     |                            |    | Słowenia         | Słowenia         | 69               |
|  |                            |                     | Ukraina             | Ukraina                    | 63 |                  |                  |                  |
|  | Włochy                     | Włochy              | Ukraina             | Ukraina                    | 63 | 58               |                  |                  |
|  | Włochy                     | Włochy              |                     |                            |    |                  |                  |                  |
|  | Ukraina                    | Ukraina             | 66                  |                            |    |                  |                  |                  |
|  | Ukraina                    | Ukraina             | 66                  | Mecz o 7 miejsce           |    |                  |                  |                  |
|  |                            |                     |                     |                            |    |                  |                  |                  |
|  | 21 września 2013 – Lublana |                     |                     |                            |    |                  |                  |                  |
|  |                            |                     |                     |                            |    |                  |                  |                  |
|  | Serbia                     | Serbia              | 76                  |                            |    |                  |                  |                  |
|  | Serbia                     | Serbia              | 76                  |                            |    |                  |                  |                  |
|  | Włochy                     | Włochy              | 64                  |                            |    |                  |                  |                  |
|  | Włochy                     | Włochy              | 64                  |                            |    |                  |                  |                  |

### Ćwierćfinały
| 18 września 201317:30 | Serbia                                                                        | 60:90(5:21, 18:27, 16:25, 21:17) | Hiszpania                                                             | Arena Stožice, Lublana Widzów: 7610 Sędzia: Christos Christodoulou ( GRE), Olegs Latisevs ( LAT), Srdan Dozai ( CRO) |
| 18 września 201317:30 | Pkt:Raško Katić, Danilo Anđušić 11 Zb:Bogdan Bogdanović 7 As:Vasilije Micić 3 | 60:90(5:21, 18:27, 16:25, 21:17) | Pkt:Sergio Rodríguez 22 Zb:Ricky Rubio 6 As:Marc Gasol, Ricky Rubio 6 | Arena Stožice, Lublana Widzów: 7610 Sędzia: Christos Christodoulou ( GRE), Olegs Latisevs ( LAT), Srdan Dozai ( CRO) |

| 18 września 201321:00 | Słowenia                                                 | 62:72(12:10, 12:16, 21:24, 17:22) | Francja                                               | Arena Stožice, Lublana Widzów: 10000 Sędzia: Luigi Lamonica ( ITA), Robert Lottermoser ( GER), Borys Ryżyk ( UKR) |
| 18 września 201321:00 | Pkt:Goran Dragić 18 Zb:Gašper Vidmar 8 As:Goran Dragić 6 | 62:72(12:10, 12:16, 21:24, 17:22) | Pkt:Tony Parker 27 Zb:Alexis Ajinça 9 As:Boris Diaw 3 | Arena Stožice, Lublana Widzów: 10000 Sędzia: Luigi Lamonica ( ITA), Robert Lottermoser ( GER), Borys Ryżyk ( UKR) |

| 19 września 201317:45 | Chorwacja                                                  | 84:72(22:22, 29:13, 19:26, 14:11) | Ukraina                                                  | Arena Stožice, Lublana Widzów: 7700 Sędzia: Juan Arteaga ( ESP), Olegs Latisevs ( LAT), Emin Mogulkoc ( TUR) |
| 19 września 201317:45 | Pkt:Krunoslav Simon 23 Zb:Roko Ukić 5 As:Donataye Draper 6 | 84:72(22:22, 29:13, 19:26, 14:11) | Pkt:Eugene Jeter 19 Zb:Serhij Hładyr 9 As:Eugene Jeter 6 | Arena Stožice, Lublana Widzów: 7700 Sędzia: Juan Arteaga ( ESP), Olegs Latisevs ( LAT), Emin Mogulkoc ( TUR) |

| 19 września 201321:00 | Litwa                                                                                                  | 81:77(22:15, 18:24, 17:19, 24:19) | Włochy                                                         | Arena Stožice, Lublana Widzów: 8210 Sędzia: Ilija Belosevic ( SRB), Vicente Bulto ( ESP), Damir Javor ( SLO) |
| 19 września 201321:00 | Pkt:Renaldas Seibutis, Mantas Kalnietis 17 Zb:Mantas Kalnietis 7 As:Jonas Mačiulis, Mantas Kalnietis 5 | 81:77(22:15, 18:24, 17:19, 24:19) | Pkt:Marco Belinelli 22 Zb:Marco Cusin 8 As:Andrea Cinciarini 3 | Arena Stožice, Lublana Widzów: 8210 Sędzia: Ilija Belosevic ( SRB), Vicente Bulto ( ESP), Damir Javor ( SLO) |

### Miejsca 5-8
| 19 września 201314:30 | Serbia                                                       | 74:92(16:30, 19:23, 20:18, 19:21) | Słowenia                                                | Arena Stožice, Lublana Widzów: 5730 Sędzia: Fernando Rocha ( POR), Elias Koromilas ( GRE), Chris Dodds ( GBR) |
| 19 września 201314:30 | Pkt:Nenad Krstić 16 Zb:Nemanja Bjelica 7 As:Vasilije Micić 4 | 74:92(16:30, 19:23, 20:18, 19:21) | Pkt:Zoran Dragić 23 Zb:Zoran Dragić 9 As:Goran Dragić 5 | Arena Stožice, Lublana Widzów: 5730 Sędzia: Fernando Rocha ( POR), Elias Koromilas ( GRE), Chris Dodds ( GBR) |

| 20 września 201314:30 | Włochy                                                           | 58:66(17:13, 17:22, 14:16, 10:15) | Ukraina                                                   | Arena Stožice, Lublana Widzów: 3070 Sędzia: Juan Arteaga ( ESP), Srdan Dozai ( CRO), Rüstü Nuran ( TUR) |
| 20 września 201314:30 | Pkt:Pietro Aradori 15 Zb:Pietro Aradori 9 As:Andrea Cinciarini 4 | 58:66(17:13, 17:22, 14:16, 10:15) | Pkt:Eugene Jeter 20 Zb:3 zawodników z 6 As:Eugene Jeter 4 | Arena Stožice, Lublana Widzów: 3070 Sędzia: Juan Arteaga ( ESP), Srdan Dozai ( CRO), Rüstü Nuran ( TUR) |

### Półfinały
| 20 września 201317:45 | Litwa                                                                             | 77:62(24:19, 16:18, 21:8, 16:17) | Chorwacja                                             | Arena Stožice, Lublana Widzów: 9180 Sędzia: Luigi Lamonica ( ITA), Robert Lottermoser ( GER), Christos Christodoulou ( GRE) |
| 20 września 201317:45 | Pkt:Jonas Mačiulis 23 Zb:Linas Kleiza 13 As:Renaldas Seibutis, Mantas Kalnietis 4 | 77:62(24:19, 16:18, 21:8, 16:17) | Pkt:Bojan Bogdanović 15 Zb:Roko Ukić 7 As:Roko Ukić 5 | Arena Stožice, Lublana Widzów: 9180 Sędzia: Luigi Lamonica ( ITA), Robert Lottermoser ( GER), Christos Christodoulou ( GRE) |

| 20 września 201321:00 | Hiszpania                                               | 72:75 (pd.)(18:14, 16:6, 15:23, 16:22, dogr. 7:10) | Francja                                                 | Arena Stožice, Lublana Widzów: 9060 Sędzia: Ilija Belosevic ( SRB), Olegs Latisevs ( LAT), Damir Javor ( SLO) |
| 20 września 201321:00 | Pkt:Marc Gasol 19 Zb:Marc Gasol 9 As:Sergio Rodríguez 9 | 72:75 (pd.)(18:14, 16:6, 15:23, 16:22, dogr. 7:10) | Pkt:Tony Parker 32 Zb:Florent Piétrus 8 As:Boris Diaw 3 | Arena Stožice, Lublana Widzów: 9060 Sędzia: Ilija Belosevic ( SRB), Olegs Latisevs ( LAT), Damir Javor ( SLO) |

### Mecz o 7. miejsce
| 21 września 201317:30 | Serbia                                                                          | 76:64(27:11, 14:16, 14:17, 21:20) | Włochy                                                            | Arena Stožice, Lublana Widzów: 4030 Sędzia: Robert Lottermoser ( GER), Borys Ryżyk ( UKR), Vicente Bulto ( ESP) |
| 21 września 201317:30 | Pkt:Nenad Krstić 17 Zb:Nemanja Bjelica 10 As:Nemanja Bjelica, Nemanja Nedović 4 | 76:64(27:11, 14:16, 14:17, 21:20) | Pkt:Luigi Datome 19 Zb:Andrea Cinciarini 5 As:Andrea Cinciarini 6 | Arena Stožice, Lublana Widzów: 4030 Sędzia: Robert Lottermoser ( GER), Borys Ryżyk ( UKR), Vicente Bulto ( ESP) |

### Mecz o 5. miejsce
| 21 września 201321:00 | Słowenia                                                | 69:63(16:23, 24:13, 14:8, 15:19) | Ukraina                                                                                   | Arena Stožice, Lublana Widzów: 10000 Sędzia: Christos Christodoulou ( GRE), Fernando Rocha ( POR), Milivoje Jovcic ( SRB) |
| 21 września 201321:00 | Pkt:Goran Dragić 19 Zb:Goran Dragić 7 As:Goran Dragić 4 | 69:63(16:23, 24:13, 14:8, 15:19) | Pkt:Ihor Zajcew, Eugene Jeter 12 Zb:Maksym Kornyjenko, Kyrył Natjażko 7 As:Eugene Jeter 4 | Arena Stožice, Lublana Widzów: 10000 Sędzia: Christos Christodoulou ( GRE), Fernando Rocha ( POR), Milivoje Jovcic ( SRB) |

### Mecz o 3. miejsce
| 22 września 201317:30 | Hiszpania                                            | 92:66(23:18, 24:18, 16:12, 29:18) | Chorwacja                                                                  | Arena Stožice, Lublana Widzów: 6050 Sędzia: Robert Lottermoser ( GER), Christos Christodoulou ( GRE), Olegs Latisevs ( LAT) |
| 22 września 201317:30 | Pkt:Sergio Llull 21 Zb:Marc Gasol 8 As:Ricky Rubio 6 | 92:66(23:18, 24:18, 16:12, 29:18) | Pkt:Bojan Bogdanović 22 Zb:Luka Zorić 6 As:Dontaye Draper i Roko Ukić po 4 | Arena Stožice, Lublana Widzów: 6050 Sędzia: Robert Lottermoser ( GER), Christos Christodoulou ( GRE), Olegs Latisevs ( LAT) |

### Finał
| 22 września 201321:00 | Francja                                                  | 80:66(19:22, 31:12, 18:16, 12:16) | Litwa                                                       | Arena Stožice, Lublana Widzów: 10000 Sędzia: Luigi Lamonica ( ITA), Juan Arteaga ( ESP), Ilija Belosevic ( SRB) |
| 22 września 201321:00 | Pkt:Nicolas Batum 17 Zb:Alexis Ajinça 10 As:Boris Diaw 4 | 80:66(19:22, 31:12, 18:16, 12:16) | Pkt:Linas Kleiza 20 Zb:Jonas Mačiulis 6 As:3 zawodników z 2 | Arena Stožice, Lublana Widzów: 10000 Sędzia: Luigi Lamonica ( ITA), Juan Arteaga ( ESP), Ilija Belosevic ( SRB) |

## Klasyfikacja końcowa
| Miejsce | Zespół               | Bilans meczów |
| ------- | -------------------- | ------------- |
|         | Francja              | 8−3           |
|         | Litwa                | 8−3           |
|         | Hiszpania            | 7−4           |
| 4       | Chorwacja            | 8−3           |
| 5       | Słowenia             | 7−4           |
| 6       | Ukraina              | 6−5           |
| 7       | Serbia               | 6−5           |
| 8       | Włochy               | 6−5           |
| 9       | Finlandia            | 5−3           |
| 9       | Belgia               | 3−5           |
| 11      | Łotwa                | 4−4           |
| 11      | Grecja               | 4−4           |
| 13      | Bośnia i Hercegowina | 3−2           |
| 13      | Czechy               | 2−3           |
| 13      | Wielka Brytania      | 2−3           |
| 13      | Szwecja              | 1−4           |
| 17      | Niemcy               | 2−3           |
| 17      | Czarnogóra           | 2−3           |
| 17      | Gruzja               | 1−4           |
| 17      | Turcja               | 1−4           |
| 21      | Macedonia Północna   | 1−4           |
| 21      | Izrael               | 1−4           |
| 21      | Rosja                | 1−4           |
| 21      | Polska               | 1−4           |